# Borbély Csaba
Borbély Csaba (Nagyvárad, 1980. július 5. –) román labdarúgó.

## Sikerei, díjai
- FC Oțelul Galați:
  - Román labdarúgó-bajnokság: 2010–11